# 離出分泌

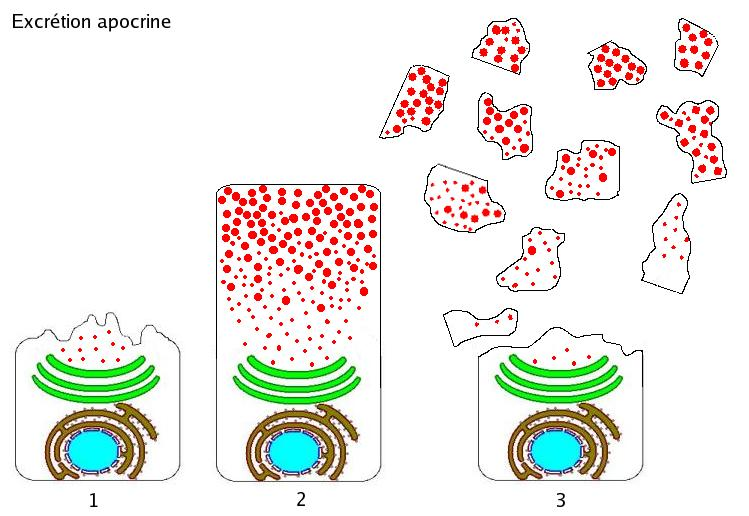
アポクリン腺

離出分泌（りしゅつぶんぴ、りしゅつぶんぴつ、英語: apocrine）とは、組織学において外分泌腺の分類に用いられる用語の1つ。アポクリン、アポクラインとも呼ばれる。apocrine budに分類される細胞は原形質膜に包まれた内腔に分泌物を入れて分泌する。アポクリン腺の例として泌乳乳腺、外耳の耳垢が挙げられる。一般にアポクリン汗腺と呼ばれる構造は実際には部分分泌（merocrine）形式で分泌する。